# Shandi
„Shandi“ je píseň americké rockové skupiny Kiss vydaná na albu Unmasked. Píseň napsali Paul Stanley a Vini Poncia. Jde částečně o pokus navázat na úspěch hitu „I Was Made for Lovin' You“. Ale v USA se umístila až na 47. místě žebříčku. Mnohem populárnější byla píseň v Austrálii kde se umístila na 5 místě. Ve skupině tou dobou panovala dusná atmosféra a mnoho neshod. Situaci nezvládal především Peter Criss. Už při nahrávání alba jej musel nahradit studiový hráč. V klipu k písni sice vystupuje, ale krátce na to skupinu opouští.

## Sestava
- Paul Stanley – zpěv, rytmická kytara
- Gene Simmons – zpěv, basová kytara
- Ace Frehley – sólová kytara, basová kytara
- Peter Criss – zpěv, bicí, perkuse